# Schizothorax pseudoaksaiensis pseudoaksaiensis
Schizothorax pseudoaksaiensis pseudoaksaiensis is een ondersoort van de straalvinnige vissen uit de familie van de eigenlijke karpers (Cyprinidae). De wetenschappelijke naam van de soort is voor het eerst geldig gepubliceerd in 1889 door Herzenstein.